# François-Marie Dubuat
François-Marie Dubuat est un homme politique français né en 1752 à Meaux (Seine-et-Marne) et décédé le 17 janvier 1807 à Meaux (Seine-et-Marne).
François-Marie Dubuat est le fils de Jean Baptiste Dubuat, receveur des domaines de Meaux, et de Marie Madeleine Martras. Il est en réalité membre de la noble famille du Buat, dont au moins une branche a transformé son nom en "Dubuat" à la Révolution, par sécurité, pour ne pas apparaître comme issue de la noblesse. 
Conseiller au présidial de Meaux, il est député suppléant du tiers état aux États généraux de 1789 pour le bailliage de Meaux, et fut admis à siéger le 14 mai 1790.

## Sources
- « François-Marie Dubuat », dans Adolphe Robert et Gaston Cougny, Dictionnaire des parlementaires français, Edgar Bourloton, 1889-1891 [détail de l’édition]